# روهان (سرزمین میانه)
روهان (روچاند، Rochand در زبان سینداری)، قلمرویی خیالی در جهان داستانی سرزمین میانه اثر جی. آر. آر. تالکین، نویسنده‌ی برجسته‌ی ادبیات فانتزی، است. این سرزمین که در شمال غربی گاندور واقع شده، از نظر جغرافیایی با چمنزارها، دشت‌های وسیع و تپه ماهورهای سرسبز  مشخص می‌شود (گاهی به آن «دریاهای چمن» هم گفته می‌شود) و محلّ سکونت  قومی  سوارکار و جنگجو  به نام روهیریم است. این ویژگی باعث می‌شود در این سرزمین امکان پرورش اسب به خوبی فراهم باشد، عبارت روچ، roch در زبان سینداری به معنای اسب است. روهیریم،  که  به واسطه‌ی  مهارت  فوق‌العاده  در  سوارکاری  و  تیراندازی  با  کمان  در  حین  اسب‌سواری  شهرت  دارند،  نقش  اساسی  در  تأمین  نیروی سواره‌نظام برای  گاندور،  متحد اصلی روهان،  ایفا  می‌کنند.
در  داستان  "ارباب  حلقه‌ها"،  روهان  نقش  بسیار  حیاتی  و  سرنوشت‌سازی  در  روند  وقایع  ایفا  می‌کند. بخشی از وقایع روایت‌شده در کتاب‌های دو برج و بازگشت پادشاه در روهان رخ می‌دهد. تاریخچه‌ی روهان در متونی که پس از مرگ تالکین در قصه‌های ناتمام منتشر شد، به تفصیل شرح داده شده است.  سوارکاران  دلیر  و  بی‌باک  روهان  ابتدا  در نبرد شاخ‌قلعه یا نبرد قلعۀ هِلم  با  جادوگر  پلید  و  قدرتمند سارومان و ارتش آیزنگارد مواجه  شده  و  آن‌ها را  شکست  می‌دهند.  سپس  در  نبرد  حماسی دشت‌های پله‌نور،  که  نبردی  سرنوشت‌ساز  برای  تمام  سرزمین  میانه  محسوب  می‌شود،  به  یاری  متحد  خود،  گاندور،  می‌شتابند.  در  این  نبرد  عظیم،  تئودن،  شاه  شجاع  و  فرهمند  روهان،  سپاهیان  روهیریم  را  با  دلاوری  و  بی‌باکی  به  قلب  سپاه موردور رهبری  می‌کند.  اگرچه  تئودن  در  این  نبرد  کشته  می‌شود،  اما  فداکاری  او  و  یارانش  راه  را  برای  پیروزی  نهایی  بر  نیروهای  اهریمنی  هموار  می‌سازد.  همچنین  ائووین،  برادرزاده‌ی  تئودن،  با  شجاعت  و  مهارت  رزمی  خود  رهبر  نازگولها (ارواح  خبیث  و  ترسناک  حلقه)  را  هلاک  می‌کند  و  نقش  مهمی  در  پیروزی  نهایی  ایفا  می‌کند.
ساکنین روهان سرزمین خود را "مارک" (the Mark) یا "ریدرمارک"  the Riddermark) (به  معنای  "سرزمین  مرزی"  یا  "سرزمین  سوارکاران") می‌نامند. این نام‌ها یادآور پادشاهی تاریخی مرسیا عصر آنگلوساکسونها هستند، منطقه‌ای در غرب انگلستان که تالکین در  آن  زندگی  و  تحصیل  کرده  بود. تالکین  در  شکل‌دهی  به  فرهنگ  و  زبان  روهان  به  طور  وسیع  از  الگوهای  آنگلوساکسون،  به  ویژه  گویش مرسیایی،  بهره  گرفته  است.  این  تأثیر  در  ابعاد  مختلف  زندگی  روهیریم،  از  جمله  سبک  پوشاک،  معماری،  آداب  و  رسوم  و  به  ویژه  زبان  آنها،  به  وضوح  قابل  مشاهده  است، چنانکه منتقد ادبی مشهور، تام شیپی آن‌ها را "آنگلوساکسون‌های اسب‌سوار" خوانده است.
با  این  حال،  یک  استثنای  قابل  توجه  در  این  الگوبرداری،  نقش  محوری  و  برجسته‌ی  اسب  در  فرهنگ  روهان  است،  چرا  که  اسب  در  فرهنگ  آنگلوساکسون‌ها  از  جایگاه  ویژه‌ای  برخوردار  نبود.  تالکین  برای  نام‌ها  و  زبان  مردم  روهان  از  زبان انگلیسی باستان استفاده  کرده  و  آن  را در قالب ترجمه‌ای کاذب  از  زبان  اصلی  روهیریم،  که  در  داستان  "روهیریکی"  نامیده  می‌شود، ارائه داده است. "مدوسلد"،  تالار  باشکوه  و  با  عظمت  شاه تئودن،  با  الهام  از  هئوروت،  تالار  بزرگ شاه هروثگار در  شعر  حماسی بیوولف،  ساخته  شده  است.  این  تالار  به  عنوان  کانون  قدرت  سیاسی  و  نماد  شکوه  و  جلال  پادشاهی  روهان  عمل  می‌کند  و  محل  برگزاری  جشن‌ها،  مراسم  مهم  و  ملاقات‌های  سیاسی  و  دیپلماتیک  است.

## تاریخچه

### ریشه‌شناسی نامِ روهان
روهان در زبان سینداری، زبان الفهای خاکستری، به معنای "سرزمین اسب‌ها" است. این واژه، شکل تغییریافتۀ روچند است که از "roch" به معنای "اسب" و پسوند "-and" که برای ساختن نام سرزمین‌ها به کار می‌رود (مانند بلریاند)، تشکیل شده است. ساکنان آن روهیریم نام دارند که در زبان سینداری به معنای "ارتش اربابان اسب" است.  پیش از ورود آن‌ها، روهان با نام "کالن‌اردون" شناخته می‌شد، نامی دیگر در زبان سینداری به معنای "(منطقه‌ی بزرگ) سبز" که به دشت‌های وسیع آن اشاره دارد.
تالکین در نامه‌ای در اوت 1967، ریشه‌ی نام روهان را توضیح می‌دهد. او تأکید می‌کند که این نام ارتباطی با خاندان روهان، خانواده‌ای اشرافی در بروتانی، ندارد، هرچند که او این نام را می‌شناخته و از آهنگ آن خوشش می‌آمده است. روهیریم در زبان خود، سرزمینشان را "ریدرمارک" ("مرز سوارکاران" در انگلیسی باستان) یا به اختصار "مارک" ("مرز") می‌نامند که به موقعیت آن به عنوان مرز اشاره دارد. آنها خود را "ائورلینگاس" ("فرزندان ائورل") می‌نامند که به ائورل جوان‌بخت، بنیانگذار و اولین پادشاه روهان، اشاره دارد.

### جغرافیای سرزمینی
روهان قلمرویی محصور در خشکی است که از دشت‌های وسیع و علفزاری تشکیل شده است که باد در آن‌ها می‌وزد. کارن واین فونستاد مساحت آن را 52763 مایل مربع (136656 کیلومتر مربع) تخمین زده است که کمی بزرگتر از انگلستان است.
این سرزمین از غرب به رودخانه‌ی آیزن و شاخه‌ی آن، آدورن؛ از شمال به جنگل فانگورن و رودخانه‌ی لایم‌کلیر؛ از شرق به رودخانه‌ی آندوئین و دلتای انت‌واش (انت‌آلو)؛  و از جنوب  به  وسیله‌ی  انت‌واش  و  شاخه‌ی  آن،  مرینگ،  از  استان  گوندوری  آنورین  جدا  شده  است.  رشته‌کوه کوه‌های سپید بقیه‌ی  مرز  بین  روهان  و  گوندور  را  تشکیل  می‌دهد. در  شمال  غربی،  نزدیک  به  سرچشمه‌های  آیزِن،  دژ  ایزنگارد وجود دارد که در زمان وقوع رخدادهای مربوط به رمان ارباب  حلقه‌ها  توسط  جادوگر  سارومان  اشغال  شده  است.
دشت  وسیعی  که  بخش  عمده‌ی  روهان  را  تشکیل  می‌دهد،  توسط  انت‌واش  به  دو  بخش  تقسیم  می‌شود:  وست‌امنت  و  ایست‌امنت.  شمال  ایست‌امنت  منطقه‌ی  وُلد  را  تشکیل  می‌دهد،  فلاتی  چین‌خورده  که  کم‌جمعیت‌ترین  منطقه‌ی  پادشاهی  است. بیشتر  جمعیت  در  جنوب،  در  دره‌های  دامنه‌ی کوه‌های سپید،  متمرکز  شده‌اند.  یکی  از  این  دره‌ها،  دره‌ی  هارت  (هارو‌دیل)،  پایتخت  روهان،  ادوراس،  شهری  مستحکم  که  بر  فراز  تپه‌ای  ساخته  شده  است،  را  در  خود  جای  داده  است. رودخانه‌ی  اسناوبورنا  در  این  دره  جریان  دارد  و  به  انت‌واش  می‌ریزد.  در  ادوراس  تالار  بزرگ  مدوسلد،  اقامتگاه  با  شکوه  پادشاهان  روهان،  قرار  دارد.  در  بالادست  ادوراس،  دره‌ی  هارت  روستاهای  هاوت‌بورن  (آپ‌بورن)  و  زیر‌هارت  (آندر‌هارو)  و  در  انتهای  دره،  پناهگاه  دان‌هارت  (دان‌هارو)  را  در  خود  جای  داده  است. 

پادشاهی روهان به  دو  منطقه‌ی  بزرگ  تقسیم  می‌شود  که  توسط  اسناوبورنا  و  انت‌واش  از  هم  جدا  شده‌اند:  مرز  غربی  (وست‌مارک)  و  مرز  شرقی  (ایست‌مارک)  که  هر  کدام  توسط  یک  مارشال  که  توسط  پادشاه  منصوب  می‌شود،  اداره  می‌شوند.  ادوراس  و  اطراف  آن  منطقه‌ای  جداگانه  به  نام  فولد  را  تشکیل  می‌دهند  که  شامل  آلدبورگ،  اولین  پایتخت  پادشاهی،  نیز  می‌شود.  سرزمین‌های  واقع  در  دامنه‌ی  کوه‌ها  در  دو  طرف  فولد،  مناطق  وست‌فولد  و  ایست‌فولد  را  تشکیل  می‌دهند.  وست‌فولد  به  سمت  غرب  تا  شکاف  روهان  (تروئه‌ی  روهان)،  منطقه‌ای  مسطح  که کوه‌های سپید را  از کوه‌های مه‌آلود (مونت  بروم)  جدا  می‌کند،  امتداد  می‌یابد  و  به  ویژه  شامل  فرته‌او‌کور  (فورت‌لو‌کور)،  دژی  ساخته  شده  در  تنگه‌ی  هلم  (گوف‌ر  دو  هلم)  است. ایست‌فولد  به  سمت  شرق  تا  فن‌مارک،  منطقه‌ای  باتلاقی  اطراف  مرینگ،  امتداد  می‌یابد.  جاده‌ی  بزرگ  غربی،  ادوراس  را  به میناس تیریث،  پایتخت  گاندور،  با  گذر  از  دامنه‌ی  کوهستان  سفید  از  طریق  ایست‌فولد  و  آنورین،  متصل  می‌کند. 

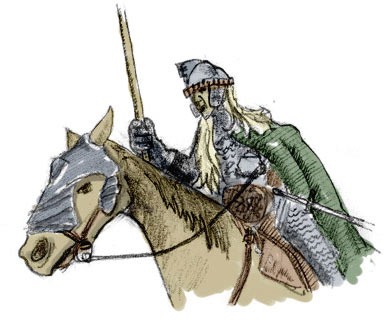
یک سواره نظام روهان

محیط  استپی  روهان  نشان‌دهنده‌ی  آب  و  هوایی  خشک‌تر  از  مناطق  اطراف  است  که  در  آن کوه‌های مه‌آلود  و کوه‌های سپید به خاطر گرم‌باد یا پدیدۀ فون منجر به کاهش  بارندگی  در  روهان می‌شوند.

## سرزمین و مرزها
مرزهای روهان به قرار زیر است:
- شمال: جنگل فانگورن، رودهای آندوئین و لیم لایت و بلندی‌های امین مویل قرار دارد البته مرز روهان بعداً تا لوتلورین کشیده می‌شود.
- شرق: دهانهٔ رود انودلو (یا رود انت‌ها) و رود گلاهیر که گاندور را از روهان جدا کرده است.
- جنوب: کوه‌های سپید
- غرب: رودهای آدورن و آیزن قرار دارد جایی که روهان با آیزنگارد هم‌مرز می‌شود و سرزمین دانلندینگز. در ناحیهٔ غرب کوه‌های مه‌آلود و کوه‌های سپید در فاصلهٔ کمی به هم می‌رسند که این فاصلهٔ کوچکی که بین کوه‌ها قرار دارد به رخنهٔ روهان معروف است.

پایتخت روهان، ادوراس است که بر روی تپه‌ای در درهٔ کوه‌های سپید قرار دارد. تالار طلایی شاه روهان در همین‌جا قرار دارد. پیش از آنکه شهر ادوراس ساخته شود، پایتخت روهان در آلدبرگ قرار داشت. در رمان دو برج، ادوراس جایی است که آراگورن، گیملی، لگولاس و گندالف با تئودن ملاقات می‌کنند.
درست پیش از دروازه‌های روهان، گورپشته‌ها قرار دارد که بارگاه شاهان روهان است.
- رار دارمرز روهان بعداً تا لوتلورین[۱]

### ادوراس: پایتخت مستحکم
پایتخت روهان، شهر مستحکم ادوراس است که بر فراز تپه‌ای در دره‌ای خوش‌منظره در کوهستان سفید قرار گرفته است.  نام "ادوراس" ریشه در زبان انگلیسی باستان دارد و به معنای "محوطه‌های محصور" است، که به خوبی نشان‌دهنده‌ی حصارهای مستحکم و امتیازهای دفاعی این شهر است.
شهر ادوراس توسط برگو، دومین پادشاه روهان و پسر ائورل جوان‌بخت، بنیان نهاده شد. این شهر  در  دهانه‌ی  دره‌ی  هارو‌دیل،  جایی  که  رودخانه‌ی  اسنوبورن  در  مسیر  خود  به  سمت  شرق  و  به  سوی  انت‌واش  جریان  دارد،  واقع  شده  است.  دیوارهای  بلند  چوبی  که  شهر  را  در  بر  گرفته‌اند،  ساکنان  آن  را  از  گزند  دشمنان  و  خطرات  بیرونی  محافظت  می‌کنند.

### مدوسلد: تالار طلایی پادشاهان
در قلب ادوراس و بر فراز تپه،  "مدوسلد"، تالار طلایی پادشاهان روهان،  با  شکوه  و  عظمت  خودنمایی  می‌کند.  "مدوسلد"  در  انگلیسی  باستان  به  معنای  "تالار  بزم"  است  و  به  نظر  می‌رسد  که  تالکین  آن  را  به  عنوان  معادلی  برای  یک  کلمه‌ی  ناشناخته  در  زبان  روهیریکی  با  همان  معنی  به  کار  برده  است.  تالکین  در  خلق  مدوسلد  از  تالار  بزم  هئوروت  در  داستان  حماسی  "بیوولف"  الهام  گرفته  است.
این تالار با سقف بلند و کاهگلی خود که از دور به رنگ طلایی می‌درخشد، چشم هر بیننده‌ای را به خود خیره می‌کند. دیوارهای تالار با نقوش برجسته و پرده‌های زیبا که تاریخ و افسانه‌های روهیریم را به تصویر می‌کشند، آراسته شده‌اند. مدوسلد کارکردهای مختلفی دارد: خانه‌ی پادشاه و خانواده‌اش، تالار ملاقات برای پادشاه و مشاورانش، و محلی برای برگزاری مراسم و جشن‌ها. در همین تالار است که آراگورن، گیملی، لگولاس و گندالف با شاه تئودن دیدار می‌کنند.
لگولاس در توصیف مدوسلد عبارتی به کار می‌برد که مستقیماً ترجمه‌ای از یک جمله در "بیوولف" است: "نور آن تا دوردست‌ها بر سرزمین می‌تابد". در  توصیفی  غیر  تاریخی،  گفته  شده  است  که  این  تالار  دارای  دریچه‌هایی  برای  خروج  دود  است  که  این  ویژگی  از  کتاب  "خانه‌ی  گرگ‌ها"  نوشته‌ی  ویلیام  موریس  در  سال  1889  اقتباس شده  است.

### سکونتگاه‌های دیگر در روهان
علاوه بر ادوراس،  روهان  دارای  سکونتگاه‌های  دیگری  نیز  هست،  از  جمله:
- آپ‌بورن و آندر‌هارو: دو دهکده‌ی کوچک در  ادامه‌ی  مسیر  رودخانه  و  در  اعماق  دره‌ی  هارو‌دیل.
- دان‌هارو: منطقه‌ای  در  انتهای  دره  و  در  دامنه‌های  کوهستان  سفید  که  پناهگاهی  به  نام  فیری‌انفلد  در  آن  قرار  دارد.
- آلدبورگ:  واقع  در  ایست‌فولد  و  اولین  سکونتگاهی  است  که  ائورل  جوان‌بخت  در  آن  ساکن  شد.
- شاخ‌قلعه:  دژی  بزرگ  و  مستحکم  در  هلمز  دیپ  که  از  منطقه‌ی  غربی  محافظت  می‌کند.

### تقسیمات جغرافیایی روهان
پادشاهی  روهان،  که  به  آن  "مارک"  نیز  گفته  می‌شود،  به  طور  کلی  به  دو  منطقه  تقسیم  می‌شود:
- ایست‌مارک:  منطقه‌ی شرقی روهان.
- وست‌مارک: منطقه‌ی غربی روهان.

هر یک از این مناطق توسط یک مارشال که توسط پادشاه منصوب می‌شود، اداره می‌گردد.
علاوه بر این تقسیم‌بندی کلی،  مناطق دیگری نیز در روهان وجود دارند، از جمله:
- فولد: منطقه‌ای  کوچک  اما  پرجمعیت  در  جنوب  پادشاهی  که  پایتخت،  ادوراس،  در  آن  واقع  شده  است.
- وست‌فولد:  منطقه‌ای  در  وست‌مارک  که  در  امتداد  کوه‌ها  تا  هلمز  دیپ  و  شکاف  روهان  امتداد  می‌یابد.
- ایست‌فولد:  منطقه‌ای  در  ایست‌مارک  که  در  امتداد  کوهستان  سفید  تا  فن‌مارچ  امتداد  می‌یابد.
- ایست  امنت  و  وست  امنت:  دو  بخش  از  دشت  مرکزی  روهان  که  توسط  رودخانه‌ی  انت‌واش  از  هم  جدا  می‌شوند.
- وُلد:  شمالی‌ترین  و  کم‌جمعیت‌ترین  منطقه‌ی  روهان.
- دشت  سلبرانت:  منطقه‌ای  در  شمال  روهان  که  پس  از  جنگ  حلقه  به  این  قلمرو  اضافه  شد.

## تحلیل
روهان  و  مردمانش  توجه  بسیاری  از  محققان  و  منتقدان  ادبی  را  به  خود  جلب  کرده‌اند.  آنها  به  بررسی  جنبه‌های  مختلف  این  قلمرو،  از  جمله  فرهنگ،  زبان،  و  تاریخ  آن  پرداخته‌اند.  در  اینجا  به  برخی  از  مهم‌ترین  دیدگاه‌های  این  صاحب‌نظران  اشاره  می‌کنیم:
- جین چنس:  او  معتقد  است  که  تالکین  در  شخصیت  تئودن،  پادشاه  روهان،  یک  "پادشاه  ژرمنی"  شجاع  و  نیک  را  به  تصویر  کشیده  است  و  در  نبرد  هلمز  دیپ  بر  قدرت  بدنی  و  دلاوری  روهیریم  تأکید  کرده  است.
- تام شیپی:  او  با  وجود  اینکه  تالکین  منکر  الهام  گرفتن  از  انگلوساکسون‌ها  شده  است،  شباهت‌های  بسیاری  میان  آنها  و  روهیریم  مشاهده  می‌کند.  او  به  نقش  محوری  اسب  در  فرهنگ  روهیریم  و  همچنین  استفاده‌ی  گسترده  از  واژگان  انگلیسی  باستان  مربوط  به  اسب  اشاره  کرده و اهالی روهان را «انگلوساکسون‌های اسب‌سوار» نامیده است.
- توماس هونیگر:  او  نیز  با  توصیف  شیپی  از  روهیریم  به  عنوان  "آنگلوساکسون‌های  سوار  بر  اسب"  موافق  است  و  شباهت‌های  فرهنگی  و  زبانی  بسیاری  میان  آنها  مشاهده  می‌کند.  او  معتقد  است  که  تالکین  با  استفاده  از  انگلیسی  باستان  برای  زبان  روهیریم،  ارتباط  قوی  بین  آنها  و  آنگلوساکسون‌ها  را  نشان  داده  است.
- جین سیاباتاری:  او  به  ابعاد  فمینیستی  شخصیت  ائووین  اشاره  می‌کند  و  معتقد  است  که  ترس  او  از  محبوس  شدن  و  تمایلش  به  شرکت  در  جنگ،  در میان  فمینیست‌های  دهه‌ی 1960  طنین‌انداز  شد  و  به  موفقیت  "ارباب  حلقه‌ها"  در  آن  زمان  کمک  کرد.

### تأثیر جغرافیا بر فرهنگ
یکی از نکات مهمی که درباره‌ی روهان باید در نظر داشت، تأثیر جغرافیای این سرزمین بر فرهنگ و شیوه‌ی زندگی مردمان آن است. دشت‌های وسیع و  چمنزارهای  سرسبز  روهان،  محیطی  ایده‌آل  برای  پرورش  اسب  و  زندگی  عشایری  فراهم  کرده  است.  به  همین  دلیل،  اسب‌ها  نقش  محوری  در  فرهنگ  روهیریم  دارند  و  آنها  به  مهارت  در  سوارکاری  و  تیراندازی  با  کمان  در  حین  اسب‌سواری  شهرت  دارند.  این  مهارت  در  جنگ‌ها  و  نبردهای  مختلف،  از  جمله  نبرد  شاخ‌قلعه  و  نبرد  دشت‌های  پله‌نور،  به  کمک  آنها  آمده  و  نقش  مهمی  در  پیروزی‌هایشان  داشته  است.

### زبان و ادبیات
تالکین  برای  زبان  روهیریم  از  انگلیسی  باستان  استفاده  کرده  است  و  آن  را  به  عنوان  ترجمه‌ای  از  زبان  اصلی  آنها  معرفی  می‌کند.  این  انتخاب  تالکین  نشان‌دهنده‌ی  ارتباط  عمیق  بین  روهیریم  و  آنگلوساکسون‌ها  است  و  به  خواننده  کمک  می‌کند  تا  با  فرهنگ  و  تاریخ  آنها  بهتر  آشنا  شود.  همچنین،  شعر  و  ادبیات  نقش  مهمی  در  فرهنگ  روهیریم  دارد  و  آنها  به  شعرخوانی  و  داستان‌سرایی  علاقه  زیادی  دارند.

### معماری
معماری  در  روهان  نیز  از  فرهنگ  آنگلوساکسون  تأثیر  گرفته  است.  تالار  مدوسلد  با  الهام  از  تالار  بزم  هئوروت  در  داستان  "بیوولف"  ساخته  شده  است  و  نمونه‌ای  بارز  از  معماری  آنگلوساکسون  محسوب  می‌شود.  همچنین،  خانه‌های  مردم  عادی  و  سایر  ساختمان‌ها  در  روهان  نیز  ویژگی‌های  معماری  آنگلوساکسون  را  در  خود  دارند.

### جایگاه روهان در سرزمین میانه
روهان  به  عنوان  یکی  از  مهم‌ترین  قلمروهای  سرزمین  میانه،  نقش  مهمی  در  حفظ  تعادل  و  صلح  در  این  دنیا  ایفا  می‌کند.  روهیریم  با  شجاعت  و  وفاداری  خود  به  متحدانشان،  به  ویژه  گوندور،  در  مقابل  نیروهای  اهریمنی  ایستادگی  می‌کنند  و  در  نبردهای  سرنوشت‌ساز  مانند  نبرد  شاخ‌قلعه  و  نبرد  دشت‌های  پله‌نور  نقش  مهمی  ایفا  می‌کنند.